# Sandra Forgues
Sandra Forgues (född Wilfrid Forgues), född den 22 december 1969 i Tarbes, Frankrike, är en fransk kanotist som tävlade som manlig idrottare från slutet av 1980-talet till början av 2000-talets första decennium. År 2018 kom Forgues ut som transkvinna.
Forgues har deltagit i och tagit medalj i flera internationella mästerskap. Bland annat har hon har tävlat i tre sommarolympiader. Hon tog OS-brons på C-2 i slalom i samband med de olympiska kanottävlingarna 1992 i Barcelona. Hon tog OS-guld i samma gren i samband med de olympiska kanottävlingarna 1996 i Atlanta.
Under hela sin idrottskarriär paddlade hon med Frank Adisson.
Forgues är aktiv i frågor som rör transkvinnor inom elitidrott.